# Amomum carnosum
Amomum carnosum ist eine Pflanzenart aus der Gattung Amomum innerhalb der Familie der Ingwergewächse (Zingiberaceae). Sie kommt im nordöstlichen Indien vor.

## Beschreibung

### Vegetative Merkmale
Amomum carnosum wächst als ausdauernde, krautige Pflanze, die Wuchshöhen von 30 bis 45 Zentimetern erreichen kann. Die schlanken und Ausläufer bildenden Rhizome werden 0,3 bis 0,7 Zentimeter dick, sind innen cremeweiß gefärbt und außen mit Schuppen bedeckt. Die membranartigen und außen flaumig behaarten Schuppen sind bei einer Länge von 1,5 bis 3 Zentimetern sowie einer Breite von 0,5 bis 2,5 Zentimetern eiförmig-länglich. Das Rhizom wird zwischen den einzelnen „Pseudostämmen“ etwa 20 Zentimeter lang. Gelegentlich werden weiße und außen flaumig behaarte Wurzelknollen gebildet, welche bei einer Länge von 1 bis 1,5 Zentimetern elliptisch bis länglich geformt sind. Von jedem Rhizom gehen mehrere schlanke Sprossachsen ab. An der Basis haben die Stängel eine grüne, selten auch blassbraun gesprenkelte und an der Außenseite flaumig behaarte Blattscheiden mit unbehaarten, membranartigen Rändern sowie runden oberen Ende, welche 0,8 bis 1 Zentimeter breit sind. Die gespaltenen, membranartigen Blatthäutchen sind außen flaumig behaart und werden 1 bis 1,8 Zentimeter lang; ihr oberes Ende ist abgerundet bis spitz und ihre Ränder sind bewimpert. Sie fallen früh ab.
Jeder Stängel besitzt zwei bis drei Laubblätter. Diese sind in Blattstiel und Blattspreite gegliedert. Der blassgrüne, etwas gefurchte Blattstiel ist 4 bis 10 Zentimeter lang und unbehaart. Die einfache Blattspreite ist bei einer Länge von 19 bis 31 Zentimetern und einer Breite von 6,5 bis 1 Zentimetern elliptisch mit ungleichseitiger Blattbasis und zugespitztem, bis zu 1 Zentimeter langen oberen Ende. Die grüne Blattoberseite ist genauso wie die blassgrüne Blattunterseite unbehaart. Die Blätter weisen an der Oberseite eine erhöhte Blattnervatur auf. Die etwas welligen Blattränder sind genauso wie die grüne Mittelrippe kahl.

### Generative Merkmale
Die Blütezeit sowie die Fruchtreife von Amomum carnosum umfasst die Monate Mai bis September. Unterirdisch und direkt an der Stängelbasis aus dem Rhizom entwickelt sich auf einem 2,5 bis 4,5 Zentimeter langen Blütenstandsschaft ein Blütenstand, der 8,5 bis 10,5 Zentimeter lang ist und in dem die sechs bis acht Blüten dicht zusammen stehen. Die weißen und rosarot gesprenkelten, unbehaarten und fleischigen äußeren Tragblätter sind bei einer Länge von rund 3 Zentimetern sowie einer Breite von etwa 3,4 Zentimetern eiförmig mit abgerundeten oberen Ende und membranartigen Rändern. Die weißen, außen flaumig behaarten und dünnen inneren Deckblätter sind bei einer Länge von 1,7 bis 2 Zentimetern sowie einer Breite von rund 0,4 Zentimetern lanzettlich mit annähernd runden oberen Ende und bewimperten Rändern. Deckblätter fehlen.
Die zwittrigen, weißen Blüten sind bei einer Länge von 6,3 bis 7,5 Zentimetern zygomorph und dreizählig mit doppelten Perianth und stehen an einem rund 0,3 Zentimeter langen Blütenstiel. Die drei außen flaumig behaarten, weißen und membranartigen Kelchblätter sind röhrenförmig miteinander verwachsen und sind mit einer Länge von 3 bis 3,6 Zentimeter sowie einer Breite von 0,5 bis 0,7 Zentimeter kürzer als die Kronröhre. Sie sind ungleichmäßig tief gelappt und haben ein spitzes oberes Ende. Die weißen Kronblätter sind zu einer 3,1 bis 3,8 Zentimeter langen und rund 0,6 Zentimeter breiten, an der Außenseite und an der Öffnung flaumig behaarte Kronröhre mit drei ebenfalls weißen Kronlappen verwachsen, die sowohl an der Außen- als auch an der Innenseite unbehaart sind. Der mittlere Kronlappen ist bei einer Länge von 3 bis 3,4 Zentimetern und einer Breite von 1,2 bis 1,4 Zentimetern lanzettlich mit scharf zugespitztem und verdecktem oberen Ende sowie bewimperten Rändern. Die beiden seitlichen Kronlappen sind bei einer Länge von 3 bis 3,4 Zentimetern sowie einer Breite von 1 bis 1,4 Zentimetern etwas schmäler, ebenfalls lanzettlich geformt und an der Spitze etwas gefaltet. Nur das mittlere der 2,2  bis 2,4 Zentimeter langen Staubblätter des inneren Kreises ist fertil; es besitzt einen 0,5 bis 0,6 Zentimeter langen und 0,3 bis 0,4 Zentimeter breiten, außen flaumig und innen drüsig behaarten, weißen Staubfaden. Die zwei cremeweißen Hälften des selten an der Basis flaumig behaarten Staubbeutels sind bei einer Länge von etwa 1,4 Zentimetern länglich geformt. Drei der Staminodien des inneren Kreises sind zu einem weißen verkehrt-eiförmigen Labellum mit roter Mitte und blassgelber Spitze verwachsen, welches 3,5 bis 3,9 Zentimeter lang und 2,4 bis 2,6 Zentimeter breit ist. Das Labellum ist an der Innenseite flaumig behaart. Die seitlichen, flaumig behaarten, weißen Staminodien sind pfriemförmig und werden 0,1 bis 0,2 Zentimetern lang. Drei Fruchtblätter sind zu einem dreikammerigen und 0,4 bis 0,5 Zentimeter langen und etwa 0,3 Zentimeter breiten, flaumig behaarten, kugelförmigen Fruchtknoten verwachsen, mit zahlreichen Samenanlagen in jeder Fruchtknotenkammer. Der etwa 4,7 Zentimeter lange Griffel ist unbehaart. Die becherförmige weiße Narbe hat einen Durchmesser von rund 1 Millimeter.
Jeder Blütenstand kann ein bis drei geflügelte Kapselfrüchte bilden, welche sich in einem Fruchtstand befinden. Die bei einem Durchmesser von 0,7 bis 1 Zentimetern kugelförmigen Kapselfrüchte sind zur Reife rötlich violett gefärbt. Sie besitzen eine flaumig behaarte Oberfläche und enthalten viele Samen. Die Samen werden 2 bis 3 Millimeter lang und besitzen einen weißen Arillus.

## Vorkommen
Das natürliche Verbreitungsgebiet von Amomum carnosum liegt in dem im nordöstlichen Indien gelegenen Bundesstaat Nagaland. Soweit bisher bekannt umfasst es dort die Distrikte Mokokchung und Tuensang, wo sie in immergrünen und halbimmergrünen Wäldern wächst.

## Taxonomie
Die Erstbeschreibung als Amomum carnosum erfolgte 2012 durch V. P. Thomas und Mamiyil Sabu in Kew Bulletin, Band 67, Nummer 3, Seite 549. Das Artepitheton carnosum verweist auf die fleischigen äußeren Deckblätter der Art.